# The Barrier (película de 1979)
The Barrier (en búlgaro, Бариерата, transliterado como: Barierata) es una película dramática búlgara de 1979 dirigida por Christo Christov. Se inscribió en el XI Festival Internacional de Cine de Moscú, donde ganó el Premio de Plata. La película fue seleccionada como la entrada búlgara a la Mejor Película en Lengua No Inglesa en la 52.ª edición de los Premios de la Academia, pero no fue nominada.

## Reparto
- Innokentiy Smoktunovskiy como Antoni Manev
- Vania Tzvetkova como Doroteya
- Yevgeniya Barakova como Saprugata
- Maria Dimcheva como D-r Yurukova
- Ivan Kondov como Sledovatelyat
- Roumiania Parvanova como Mashtehata